# Klaus Dieter Reichardt
Klaus Dieter Reichardt (* 14. Juli 1954 in Hockenheim) ist ein Theologe und Historiker und früherer deutscher Politiker (CDU). Er war von 1994 bis 1998 Mitglied des deutschen Bundestags und zwischen 2001 und 2011 Mitglied des Landtags von Baden-Württemberg.

## Leben
Nach dem Studium der evangelischen Theologie und Geschichte an der Kirchlichen Hochschule Neuendettelsau und den Universitäten München, Wien und Heidelberg war er zunächst in der Ernährungsindustrie in exponierter Stabsfunktion tätig. Von 1986 bis 1992 war er Pressesprecher des baden-württembergischen Landwirtschaftsministers und stellvertretenden Ministerpräsidenten Gerhard Weiser, danach Leiter der Zentralstelle einschließlich Pressestelle des Ministeriums und 1994 Vertreter des Ministeriums in der Landesvertretung Baden-Württemberg beim Bund. Von 1994 bis 1998 war er Abgeordneter des Deutschen Bundestags und dort Mitglied des Verteidigungsausschusses, unter anderem zuständig für die verteidigungspolitische Verbindung zwischen Deutschland und Nordamerika sowie Deutschland und Skandinavien und für die Themenbereiche Verpflegung, Bekleidung und ABC-Schutz. Seit 1997 war er Eigentümer von Beratungsfirmen, so auch der Industrie- und Verbandsberatung Reichardt GmbH.
Seit 1997 ist er Rotarier.
Von 2007 bis 2008 war Reichardt Vorsitzender des Mannheimer CDU-Kreisverbandes. Reichardt zog stets über ein Direktmandat im Wahlkreis Mannheim II in den Landtag ein. Im Landtag war er seit 2006 Vorsitzender der Gruppe „Große Städte“ der CDU-Fraktion und zwischen 2001 und 2011 stellvertretender Finanzpolitischer Sprecher. Nach einem Verkehrsunfall Ende 2007 schwer angeschlagen, erklärte Reichardt im März 2010 nicht mehr für den Landtag zu kandidieren. Am 1. März 2011 legte Reichardt aus gesundheitlichen Gründen kurz vor dem Ende der 14. Wahlperiode sein Landtagsmandat nieder. Für ihn rückte Rebekka Schmitt-Illert nach.
Klaus Dieter Reichardt ist verheiratet, hat vier erwachsene Kinder.

## Kritik
2011 stritt sich Reichardt medienwirksam vor Gericht mit dem Mannheimer Unternehmen Graeff wegen Provisionszahlungen für die Vermittlung von Verträgen über die Lieferung von Containern, vor allem an die Bundeswehr in Afghanistan. Es wurde kritisiert, dass Reichardt die im Parlament hergestellten Kontakte genutzt hätte, um sie gewinnbringend für sich selbst einzusetzen.